# 宮古市民総合体育館
宮古市民総合体育館（みやこしみんそうごうたいいくかん）は岩手県宮古市にある体育館。

## 概要
1997年竣工。1999年に岩手県で行われた全国高等学校総合体育大会のレスリング競技の主会場となり、2016年の希望郷いわて国体でもレスリングの競技会場として使用された。2011年の東日本大震災の際は警察、消防、自衛隊の宿営所になるとともに被災者の避難所となった。また2012年からは、ジャパン・プロフェッショナル・バスケットボールリーグ所属岩手ビッグブルズのホームゲーム会場の一つとして使用されている。

## 交通
- JR東日本山田線・三陸鉄道リアス線 宮古駅から徒歩20分、車5分
- 岩手県北バス  合同庁舎前バス停から徒歩3分